# Sympherobius gratiosus
Sympherobius gratiosus är en insektsart som beskrevs av Navás 1908. Sympherobius gratiosus ingår i släktet Sympherobius och familjen florsländor. Inga underarter finns listade i Catalogue of Life.